# Hommelbier
Hommelbier of voluit Poperings Hommelbier is een Belgisch bier dat sinds 1981 door Brouwerij Van Eecke in Watou wordt gebrouwen. Het bier werd door brouwer Karel Leroy gecreëerd ter gelegenheid van de driejaarlijkse Hoppefeesten.

## Het bier
Hommelbier is een goudblond bier van hoge gisting met een alcoholpercentage van 7,5% en een densiteit van 16° Plato. Het woord hommel betekent "hop" in het plaatselijke dialect en is afgeleid van het Latijnse humulus.
Het is een ongefilterd bier op basis van vier soorten hop uit de streek van Poperinge (waaronder Brewers' Gold en Hallertau) en met nagisting op de fles of op het vat.
De brouwer zelf omschrijft het product als een sterk gehopt bier met een verfijnd aroma en een verfrissende, licht bittere smaak. De aanbevolen serveertemperatuur bedraagt 6-8°C, maar het bier wordt eveneens gedronken bij 10°C en meer.

## Geur en smaak
Hommelbier ruikt enigszins naar alcohol en honing, maar vooral sterk naar hop.
Behalve een sterke bittere hopsmaak zijn ook toetsen van honing en sinaasappelschil waar te nemen en volgens bierkenner Michael Jackson (niet te verwarren met de overleden popzanger) ook van komijn. Geen van deze drie smaakstoffen wordt echter toegevoegd. Deze toetsen kunnen alleen ontstaan door dry hopping, het toevoegen van hop na de hoofdgisting.

## Varianten
Behalve het normale bier werden er regelmatig speciale (gelimiteerde) edities uitgebracht:
- Hommelbier Dry Hopping, uitgebracht in 2012
- Hommelbier Nieuwe oogst (Limited Edition). Sinds 2012 elk jaar gebrouwen tijdens de hopoogst met verse Poperingse hop.

## Onderscheidingen
- Op de Monde Selection 2010 te Wiesbaden won Hommelbier de zilveren medaille in categorie E - Special & Regional beers.[1]
- Eveneens in 2010 won Hommelbier zilver op de Australian International Beer Awards in de categorie “Belgian and French style ales packaged - A. Strong golden ale”.[2]